# Gisèle Moreau
Gisèle Moreau (ur. 30 czerwca 1941 w Paryżu) – francuska polityk, działaczka komunistyczna, deputowana krajowa, eurodeputowana IV kadencji.

## Życiorys
Z zawodu maszynistka i pracownik biurowy. Zaangażowała się w działalność Francuskiej Partii Komunistycznej (PCF). Od 1962 była sekretarzem paryskiego oddziału UJFF, organizacji zrzeszającej młode komunistki. W latach 1965–1968 stała na czele jej krajowych struktur. Od 1972 członkini komitetu centralnego partii komunistycznej, w latach 1979–1997 wchodziła w skład jej biura politycznego. W latach 1973–1981 sprawowała mandat posłanki do Zgromadzenia Narodowego, była wybierana w jednym z okręgów paryskich. Od 1983 przez kilkanaście lat zasiadała w radzie 13. dzielnicy Paryża. W okresie 1994–1999 była deputowaną do Parlamentu Europejskiego IV kadencji, pełniła funkcję wiceprzewodniczącej Konfederacyjnej Grupy Zjednoczonej Lewicy Europejskiej i Nordyckiej Zielonej Lewicy.